# Gereberno
São Gerbernus, também chamado de São Gerbran e São Gereberno é um santo, mártir e padre irlandês que viveu durante o século VII.
São Gerbernus foi um padre muito respeitado na região da Irlanda e muito provavelmente, um leal servo do rei. Foi ele o padre que realizou a cerimônia de batismo de Dimpna e mais tarde ensinou a mesma a arte da escrita e, paralelamente, também ensinou a ela sobre a religião e cristianismo que mais tarde Santa Dimpna ofereceu sua virgindade a Cristo e a virgem Maria.
Após a Morte da Rainha da Irlanda, mãe de Santa Dimpna, seu pai decediu se casar com a filha já que, mesmo depois de visitar vários países, sua filha era a única que era tão gentil e bonita quanto a mãe. Santa Dimpna recusou a se casar com o pai, pois já havia oferecido sua virgindade a Cristo e seria pecado casar-se com o próprio pai, foi São Gerbernus que aconselhou Santa Dimpna a sair do país e acompanhou a jovem, junto com mais dois companheiros (o bobo da corte e sua esposa), durante sua jornada.
O destino final da viagem foi Gheel, na Bélgica onde foram recebidos com muita hospitalidade e planejaram se estabelecer ali, porém o pai de Santa Dimpna descobriu o paradeiro da filha e foi atrás dela. Quando achou ela, ele tentou convencê-la a ser sua esposa e foi profundamente repreendido por São Gerbernus, o que levou a morte do Santo, já que após ser repreendido pelo padre, o rei ordenou que ele fosse morto.
Seu cadáver foi encontrado em um sacorfágo junto ao de Santa Dimpna e os seus dois companheiros, que também tinham sido mortos pelo rei, seus corpos foram sepultados em uma caverna, onde foram achados mais tarde.